# Wróbel popielaty
Wróbel popielaty (Passer zarudnyi) – gatunek małego ptaka z rodziny wróbli (Passeridae). Występuje w Turkmenistanie i środkowym Uzbekistanie, a w południowo-wschodnim Iranie wymarł. Nie zagraża mu wyginięcie, ale jego szczegółowe rozmieszczenie i zasoby są trudne do określenia. Uznawany jest za odrębny gatunek od 2009, wcześniej klasyfikowany jako podgatunek wróbla pustynnego (P. simplex). Zasiedla równinne tereny piaszczyste, luźno porastające drzewami i krzewami. Żywi się nasionami roślin. Podejmuje wędrówki w zależności od dostępności pokarmu.

## Taksonomia
Po raz pierwszy gatunek opisał Teodor Pleske w 1896. Holotyp pochodził z dawnego obwodu zakaspijskiego (według dokładniejszych ustaleń – z terenu współczesnego Rezerwatu Biosfery Repetek w Turkmenistanie). Autor nadał nowemu gatunkowi nazwę Passer simplex Zarudnyi. Obecnie (2019) Międzynarodowy Komitet Ornitologiczny umieszcza wróbla popielatego w rodzaju Passer jako odrębny, monotypowy gatunek.
Dawniej wróbel popielaty był uznawany za podgatunek wróbla pustynnego (P. simplex). W 2009 został wydzielony przez Kirwana et al, w 2013 decyzję wsparli Sandster et al, a od 2012 IUCN traktuje go jako odrębny gatunek. Przedstawicieli tych dwóch gatunków odróżniają rozmiary ciała i upierzenie. Różnice te szczególnie są widoczne u samic, jako że u wróbli popielatych dymorfizm płciowy jest znacznie zredukowany. W anglojęzycznej literaturze jako pierwszy uwagę na odrębność wróbli popielatych zwrócił Charles Vaurie (1956, 1959). Sekwencje mtDNA przedstawicieli obydwu gatunków różnią się w 5%.

## Morfologia
Długość ciała wynosi 13,5–15 cm. Wymiary szczegółowe podane w milimetrach przedstawia poniższa tabela.
| Płeć   | n  | Długość skrzydła | Długość ogona | Długość górnej krawędzi dzioba |
| ------ | -- | ---------------- | ------------- | ------------------------------ |
| Samce  | 17 | 72,53 ± 2,02     | 62,27 ± 2,24  | 11,36 ± 0,72                   |
| Samice | 10 | 71,15 ± 1,03     | 62,55 ± 4,36  | 10,97 ± 0,91                   |

Wierzch ciała jednolicie szary, aż po kuper, choć niekiedy miejscowo widoczny jasnopłowy nalot. Z przodu głowy czarna maska, o zdecydowanie intensywniejszej barwie niż u wróbli pustynnych. Lotki, podobnie jak sterówki, są brunatne z białawymi lub płowymi krawędziami, zależnie od wieku ptaka i stanu zużycia upierzenia. Wewnętrzne chorągiewki lotek brązowawe. Spód ciała biały lub z szarawym nalotem. Dziób u samca czarny, u samicy ciemnobrązowy, w okresie lęgowym czarny. Tęczówka brązowa, nogi ciemnobrązowe.

## Zasięg występowania
Wróble popielate zamieszkują Turkmenistan i środkowy Uzbekistan. W Turkmenistanie ich zasięg rozciąga się mniej więcej między miejscowościami Yaradzha, Derweze, Türkmenabat i Mary. Przynajmniej do 2009 najczęściej obserwowano wróble popielate w Rezerwacie biosfery Repetek, skąd wówczas pochodziła większość okazów muzealnych. Do 1979, kiedy opublikowano informacje o gniazdowaniu w środkowej części pustyni Kara-kum, było to jedyne siedlisko, dla którego potwierdzono lęgi tych ptaków. W Uzbekistanie zamieszkują skrajnie zachodnią część pustyni Kyzył-kum. Dawniej występowały również w południowo-wschodnim Iranie na pustyni Daszt-e Lut. Według informacji z 1970 zasięg wróbli popielatych był tam ograniczony przez równoleżniki 32 i 34°N oraz południki 54 i 58°E. BirdLife International szacuje zasięg występowania na 268 tys. km².

## Ekologia i zachowanie
Środowiskiem życia wróbli popielatych w Turkmenistanie są pagórkowate piaszczyste równiny, głównie nagie, z rzadka porośnięte drzewami i krzewami, między innymi Ammodendron conollyi i saksaułami bezlistnymi (Haloxylon ammodendron). Obserwacja z Iranu z początku XX wieku pochodziła z wydm. Słabo poznany gatunek, prawdopodobnie nieregularnie rozmieszczony w swoim zasięgu. Prawdopodobnie wróble popielate żyją w niewielkich grupkach i prowadzą osiadły tryb życia, podejmując nomadyczne wędrówki w związku z występowaniem deszczów i zmianami w dostępności nasion roślin. Pożywieniem tych ptaków są nasiona krzewów i roślin zielnych, jak Aristida pennata i traganek (Astragalus).
Według informacji z 2018 roku głos wróbli popielatych nie był dotychczas badany, nie są znane różnice względem głosu wróbli pustynnych. Niektórzy rosyjscy autorzy opisywali go jako podobny do głosu dzwońca zwyczajnego (Chloris chloris). Według innych jest on zróżnicowany, wyraźnie odmienny od ćwierkania wróbli zwyczajnych (P. domesticus).
Osobniki kończące pierzenie stwierdzano w sierpniu i na początku września.

### Lęgi
Okres lęgowy trwa od kwietnia do sierpnia. Gniazduje samotnie lub w niewielkich koloniach (3–5 gniazd). Gniazdo jest zadaszone, ma nieregularny kształt, otwór wejściowy skierowany jest ku górze, budulec stanowią suche trawy i niewielkie gałęzie. Może być umieszczone na wysokości 1,65–4 m nad ziemią, na drzewie lub krzewie, w szczelinie lub pod starym gniazdem ptaków krukowatych albo jastrzębiowatych. Znajdowane niekiedy nieużywane gniazda w pobliżu tych zajętych świadczą prawdopodobnie o przywiązaniu do miejsca gniazdowania. Niekiedy wróble popielate używają swoich starych gniazd lub przebudowują je.
W Turkmenistanie zniesienie liczy od 2 do 6 jaj, sporadycznie 7 lub 8. Zwykle są składane w jednodniowych odstępach. Wymiary dla 57 jaj z Turkmenistanu: 17–20,5 na 12,5–14,5 mm, masa dla 43 jaj: 1,55–2,1 g. Inkubacja trwa 12–13 dni. Widywano obydwa ptaki z pary uczęszczające do gniazda w jej okresie (przeciętnie samice przebywały w nim dłużej), jednak ze względu na wysokie temperatury otoczenia wysiadywanie może odbywać się właściwie tylko w nocy, za dnia jest zbędne. Młode wykluwają się w przeciągu 4–5 dni, co świadczy o trwaniu inkubacji już od złożenia pierwszego jaja. Młode opuszczają gniazdo po 12–14 dniach życia. Później przynajmniej kilka dni zostają w pobliskich krzewach. Przynajmniej do 1994 dostępne były tylko jedne dane o sukcesie lęgowym; spośród zbadanych przez Sopyjewa 43 jaj z 57% wykluły się młode, które dożyły opierzenia.

## Status i zagrożenia
IUCN uznaje wróbla popielatego za gatunek najmniejszej troski nieprzerwanie od 2012 (stan w 2019). BirdLife International uznaje trend liczebności populacji za prawdopodobnie spadkowy. Jako przyczynę wskazuje niszczenie środowiska życia, jednak nie podaje szczegółów. W 2009 Kirwan et al. ocenili dostępne informacje o statusie i zagrożeniach wróbli popielatych jako bardzo ograniczone. Być może zawsze były to ptaki rzadkie w skali globalnej, co doprowadziło niektórych dawnych autorów do przekonania, jakoby stały na krawędzi wymarcia. Dostępne w 2009 informacje wskazywały na spadek liczebności w czasach współczesnych. Zdaniem Kirwana et al. gatunek wymaga wpisania do czerwonej księgi gatunków zagrożonych, a jego status i liczebność populacji są dziwnie zagadkowe, wymagają dokładnych badań. Według informacji z 1990 zagęszczenie w Rezerwacie biosfery Repetek wynosiło wówczas 2–6 osobników/km². Przynajmniej w 2012 był to jedyny obszar chroniony w Turkmenistanie, w którym występowały wróble popielate.